# Aubessagne
Aubessagne község Franciaországban, Provence-Alpes-Côte d’Azur régió Hautes-Alpes megyéjében. Új községként 2018. január 1-jén Chauffayer, Les Costes és Saint-Eusèbe-en-Champsaur egyesítésével jött létre. E három korábbi település az új község része lett, de delegált község státusz nélkül. Népessége 2018. január 1-én 731 fő.

## Népesség
| Lakosok száma | 711  | 705  | 698  | 704  | 705  | 716  | 730  | 743  |
|               | 2015 | 2016 | 2017 | 2018 | 2019 | 2020 | 2021 | 2022 |